# 케네디 우주 센터 제39발사단지

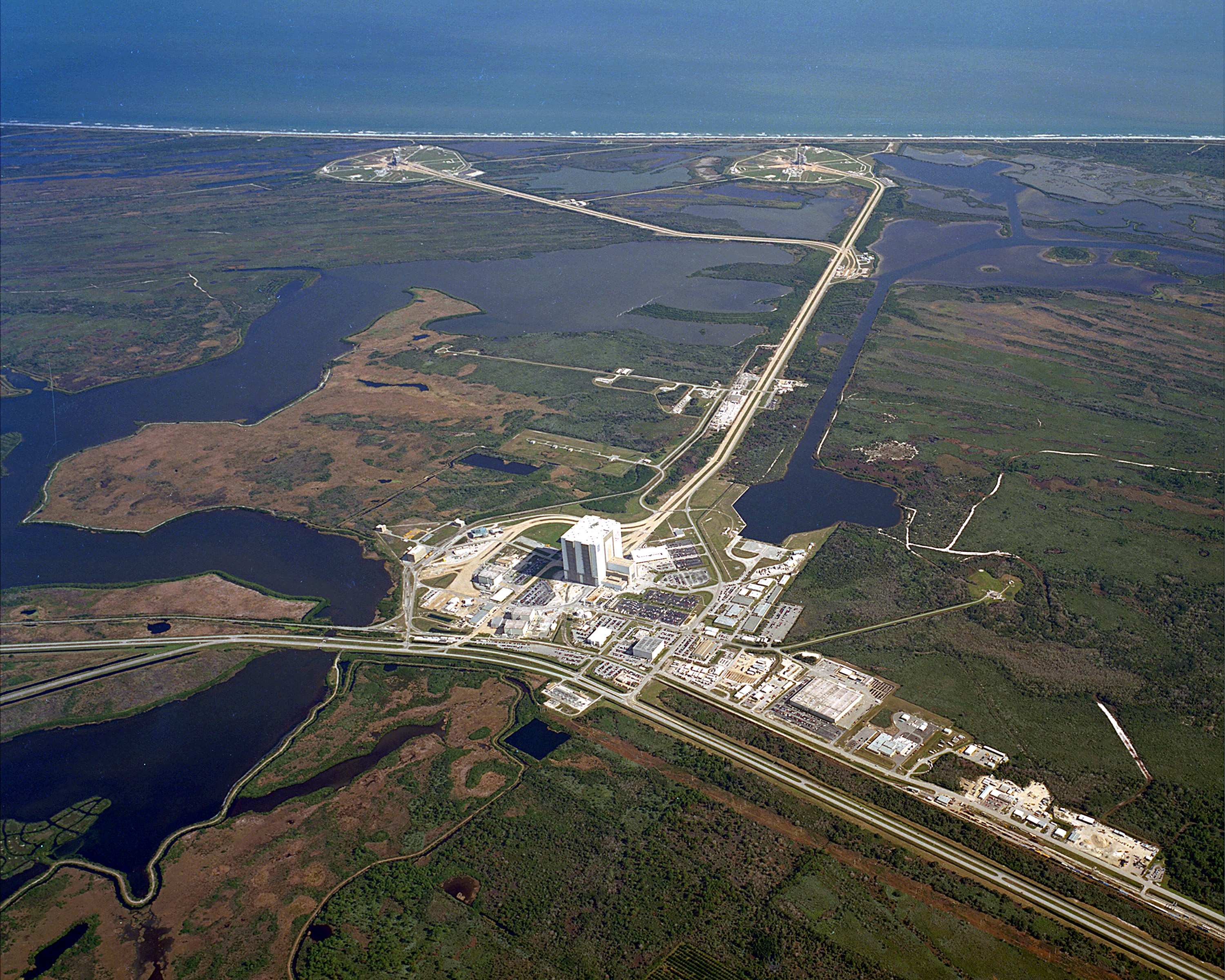
케네디 우주 센터 제39발사단지

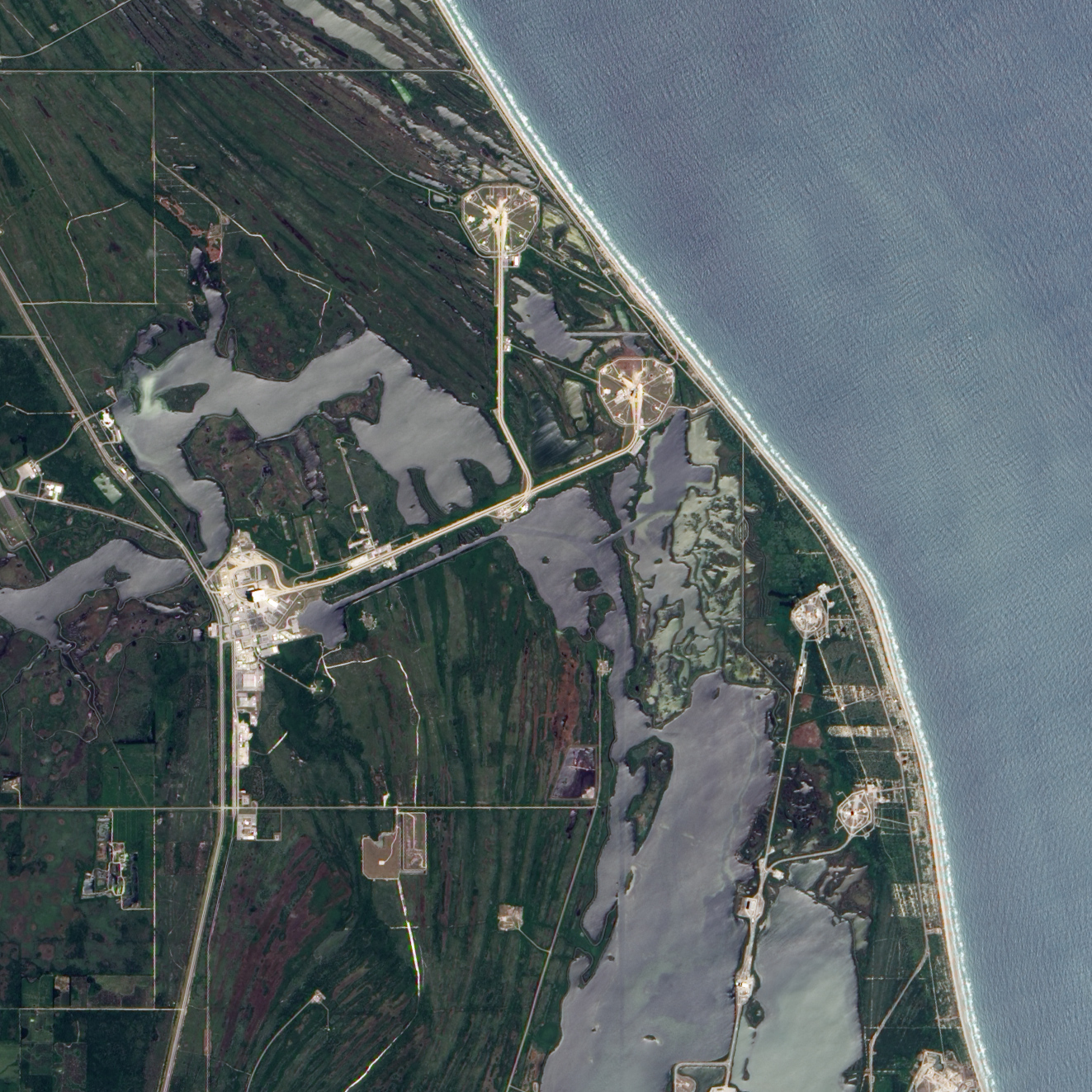
우주에서 본 사진

케네디 우주 센터 제39발사단지(Kennedy Space Center Launch Complex 39; LC-39)는 미국 플로리다주 메리트 섬에 있는 케네디 우주 센터에 위치한 로켓 발사기지이다. 본디 아폴로 계획을 위해 건설되어 새턴 V 등의 우주발사체가 발사되었으며, 이후 스페이스X에게 NASA 상업용 우주발사체 사업의 일환으로 인수되었다. 현재는 팰컨 9, 팰컨 헤비의 발사대로 사용되고 있으며 차후 스타쉽을 발사할 계획이다.
총 3곳의 발사대 (39A, 39B, 39C)와 발사체 조립 빌딩, 이동 발사대 플랫폼을 운반하기 위한 무한궤도 도로, 발사체 정비 시설 등으로 구성되어 있다. 이 중 발사대 39A, 발사체 조립 빌딩 등 주요시설을 스페이스X가 대여하여 사용하고 있다.